# Граф Ворік

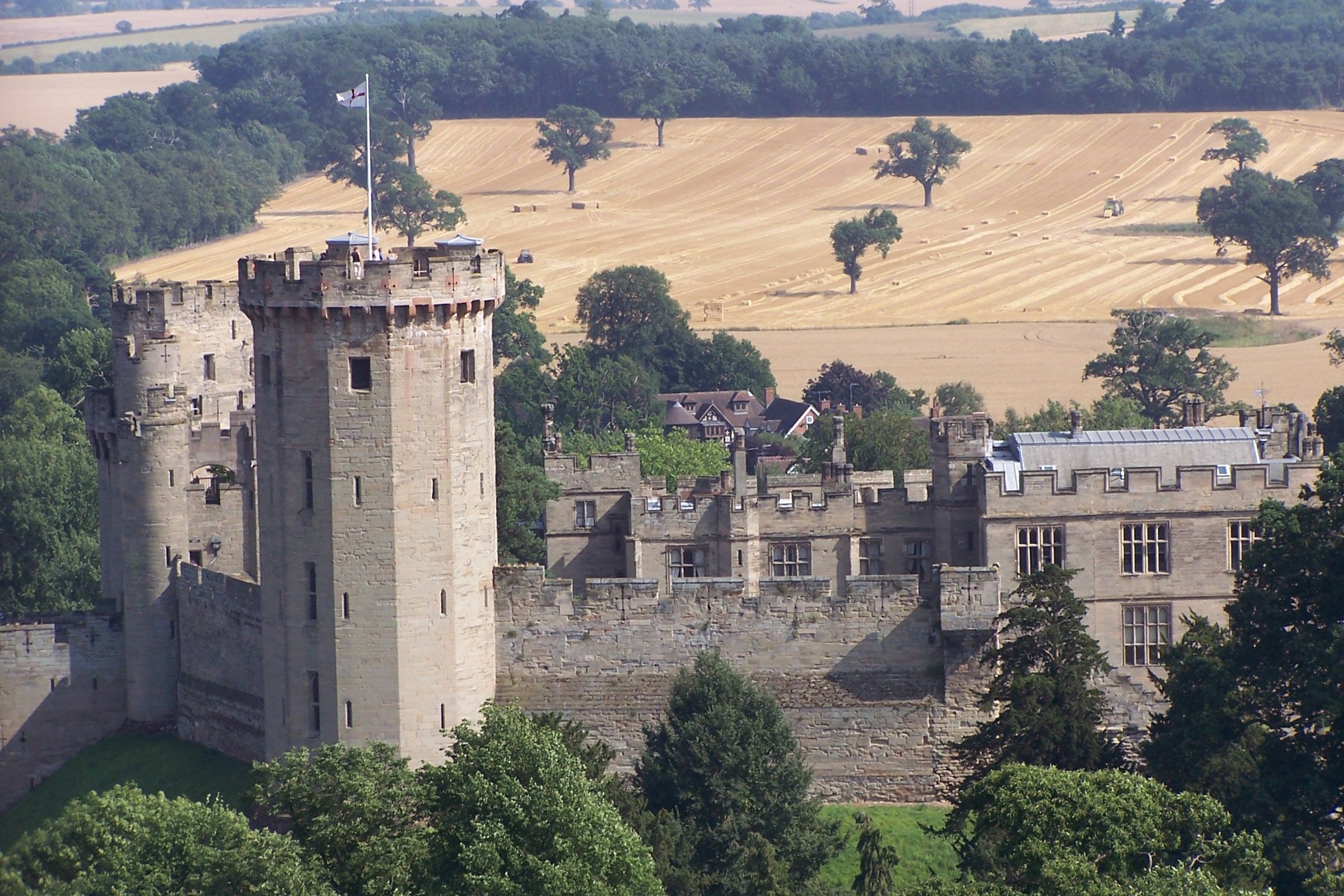
Ворікський замок

Граф Ворік (англ. Earl of Warwick) — один з найстаріших графських титулів Англії та Великої Британії, що існує донині. Володіння титулом у середньовіччі було поєднано з володінням Ворікським замком. Право на носіння титулу графа Воріка передавалось також і жіночою лінією, що призвело до неодноразової зміни династій його власників в межах однієї креації титулу. Серед носіїв титулу найвідоміший Річард Невілл, граф Ворік (пом. 1471), один з найвидатніших полководців і політичних діячів Англії епохи війни Червоної та Білої троянди, який отримав прізвисько «Творець королів». З 1759 року титул належить дворянському дому Гревілл.
Сучасні носії титулу графа Воріка (креація 1759, перство Великої Британії) також мають титули барона Брука (1621, перство Англії) і графа Брука (1746, перство Великої Британії). Чинний граф Ворік — Гай Девід Гревілл (нар. 1957), 9-й граф Ворік і 9-й граф Брук. Його син і спадкоємець як «титул ввічливості» використовує титул лорда Брука. Ворікський замок нині графам не належить, будучи проданим 1978 року групі Тюссо, одній з найбільших у світі компаній сфери організації дозвілля та розваг.

## Історія титулу
Вперше титул графа Воріка виник 1088 року, коли король Вільгельм II присвоїв його Генріху де Бомону, молодшому сину Роджера, графа Меланського, який відзначився під час придушення повстання баронів 1088 року. Нащадки першого графа з дому де Бомон носили цей титул до 1253 року. У 1268 році титул перейшов до Вільяма де Бошана, онука останньої графини Ворік з роду де Бомон. Його син, Гі де Бошан, 10-й граф Ворік, був одним з лідерів англійських баронів, що виступили проти короля Едуарда II і його фаворита Пірса Гавестона. Наприкінці XIV століття Томас де Бошан, 12-й граф Ворік, брав активну участь в русі лордів-апелянтів, які протестували проти абсолютистських тенденцій правління Річарда II, за що був заарештований, засуджений до довічного ув'язнення й отримав свободу тільки після вступу на престол Генріха IV. Його син Річард був послом Генріха V на Констанцькому соборі, а потім служив вихователем юного Генріха VI й керував обороною Нормандії проти французів.

Герб Річарда Невілла, графа Воріка. До складу герба входять родові герби Бомонів, Бошанів, молодшої лінії Невіллів, Монтегю, Деспенсерів та де Клерів

Єдиний син Річарда Генрі помер 1445 року, після чого земельні володіння Бошанів і титул графа Воріка перейшли до Річарда Невілла, одруженого з його молодшою сестрою. Річард Невілл таким чином став одним з найбагатших та найвпливовіших англійських аристократів, чиї володіння включали до свого складу великі території в Середній Англії, Йоркширі, Гламорган і Моргануг. За часів війни Червоної та Білої троянди граф Ворік став одним з лідерів партії Йорків, здобув низку перемог над королівськими військами, в тому числі у битвах під Нортгемптоном і Таутоном, й забезпечив прихід до влади 1461 року Едуарда IV Йорка. За нього Річард Невілл посів центральне місце в державній адміністрації Англії, однак невдовзі посварився з королем та, перейшовши на бік Ланкастерів, скинув Едуарда IV та 1470 року повернув престол Генріху VI. Та роль, яку граф Ворік відіграв у війні забезпечила йому прізвисько «Творець королів». У 1471 році, однак, прибічники Йорків висадились в Англії й розбили війська Річарда Невілла у битві під Барнетом, в якій графа Воріка було вбито.

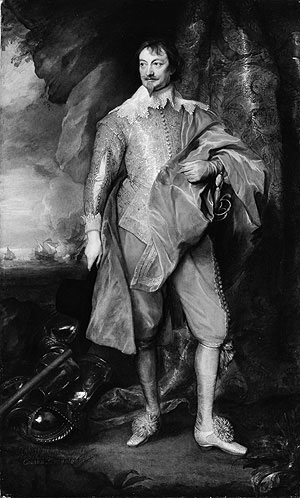
Роберт Річ, 2-й граф Ворік. Портрет роботи ван Дейка

Після його смерті титул графа Воріка перейшов до Едварда, сина Джорджа, герцога Кларенса, молодшого брата короля Едуарда IV, й Ізабелли Невілл, дочки «Творця королів». Юний Едвард більшу частину життя провів у в'язниці, де його утримували спочатку Річард III, а потім Генріх VII, для яких Ворік являв загрозу як найближчий спадкоємець англійського престолу. 1499 року, після захоплення Перкіна Ворбека, одного з претендентів на корону Англії, Едвард був страчений за підозрою у співпраці з ним, а титул графа Воріка припинив існування.
Друга кремація титулу відбулась 1547 року. Новим графом Воріком став Джон Дадлі, один з найближчих прибічників короля Генріха VIII, видатний полководець, що захопив Булонь у Франції та Единбург в Шотландії. Титул графа він отримав від Едуарда VI, в період неповноліття якого Джон Дадлі був фактично регентом і правителем Англії. Однак по смерті Едуарда VI граф Ворік був страчений за спробу посадити на англійський престол леді Джейн Грей, дружину свого молодшого сина. Тим не менше титул графа Воріка було збережено за його спадкоємцями, які володіли ним до 1590 року.
Відродження титулу відбулось за Якова I. У 1618 році графом Воріком став Роберт Річ, одружений з сестрою графа Ессекса, спочатку фаворита, а потім головного ворога королеви Єлизавети. Його син Роберт Річ, 2-й граф Ворік, був пуританином й відіграв значну роль в організації перших англійських колоній у Північній Америці. Дім Річів носив титул графа Воріка до 1759 року, коли після смерті останнього представника цього роду титул було передано Френсісу Гревіллу, графу Бруку, що походив зі старовинного роду де Бошанів і власнику Ворікського замку. Нащадки Френсіса Гревілла продовжують носити титул графа Воріка донині.

## Список графів Ворік

Герб дому де Бошан

Герб дому Невілл

Герб дому Дадлі

Герб дому Річ

Герб дому Гревілл

### Графи Ворік, перша креація (1088)
- Генріх де Бомон, 1-й граф Ворік (бл. 1048—1123);
- Роджер де Бомон, 2-й граф Ворік (бл. 1102—1153), син попереднього;
- Вільям де Бомон, 3-й граф Ворік (до 1140—1184), син попереднього;
- Валеран де Бомон, 4-й граф Ворік (1153—1204), син попереднього;
- Генріх де Бомон, 5-й граф Ворік (бл. 1195—1229), син попереднього;
- Томас де Бомон, 6-й граф Ворік (пом. 1242), син попереднього;
- Маргарита де Бомон, 7-ма графиня Ворік (пом. 1253), сестра попереднього;
  - Джон Маршал IV (пом. 1242), перший чоловік Маргарити де Бомон;
  - Жан дю Плессі (пом. 1263), другий чоловік Маргарити де Бомон;
- Вільям де Модіт, 8-й граф Ворік (бл. 1220—1268), син Аліси де Бомон, дочки Валерана де Бомона, 4-го графа Воріка;
- Вільям де Бошан, 9-й граф Ворік (бл. 1240—1298), племінник попереднього;
- Гі де Бошан, 10-й граф Ворік (пом. 1315), син попереднього;
- Томас де Бошан, 11-й граф Ворік (пом. 1369), син попереднього;
- Томас де Бошан, 12-й граф Ворік (бл. 1339—1401), син попереднього;
- Річард де Бошан, 13-й граф Ворік (1382—1439), син попереднього;
- Генрі де Бошан, герцог Ворік (1425—1445), син попереднього;
- Анна де Бошан, 15-та графиня Ворік (пом. 1449), дочка попереднього;
- Анна Невілл, 16-та графиня Ворік (1426—1492), сестра Генрі де Бошана;
  - Річард Невілл, 16-й граф Ворік «Творець королів» (1428—1471), чоловік попередньої;
- Едвард Йоркський, 17-й граф Ворік (1475—1499), онук попередніх, титул конфісковано 1499 року.

### Графи Ворік, друга креація (1547)
- Джон Дадлі, 1-й герцог Нортумберленд, 1-й граф Ворік (1501—1553);
- Джон Дадлі, 2-й граф Ворік (пом. 1554), син попереднього;
- Амброз Дадлі, 3-й граф Ворік (бл. 1529—1589), брат попереднього.

### Графи Ворік, третя креація (1618)
- Роберт Річ, 1-й граф Ворік (пом. 1619);
- Роберт Річ, 2-й граф Ворік (1587—1658), син попереднього;
- Роберт Річ, 3-й граф Ворік (1611—1659), син попереднього;
- Чарльз Річ, 4-й граф Ворік (1619—1673), брат попереднього;
- Роберт Річ, 5-й граф Ворік (1620—1675), 2-й граф Голланд, двоюрідний брат попереднього;
- Едвард Річ, 6-й граф Ворік (1673—1701), 3-й граф Голланд, син попереднього;
- Едвард Річ, 7-й граф Ворік (1697—1721), 4-й граф Голланд, син попереднього;
- Едвард Річ, 8-й граф Ворік (1695—1759), 5-й граф Голланд, правнук молодшого сина Роберта Річа, 1-го графа Воріка.

### Графи Ворік, четверта креація (1759)
- Френсіс Гревілл, 1-й граф Ворік (1719—1773);
- Джордж Гревілл, 2-й граф Ворік (1746—1816), син попереднього;
- Генрі Гревілл, 3-й граф Ворік (1779—1853), син попереднього;
- Джордж Гревілл, 4-й граф Ворік (1818—1893), син попереднього;
- Френсіс Гревілл, 5-й граф Ворік (1853—1924), син попереднього;
- Леопольд Гревілл, 6-й граф Ворік (1882—1928), син попереднього;
- Чарльз Гревілл, 7-й граф Ворік (1911—1984), син попереднього;
- Девід Гревілл, 8-й граф Ворік (1934—1996), син попереднього;
- Гай Гревілл, 9-й граф Ворік (нар. 1957), син попереднього.

- Спадкоємець: Чарльз Фульк Честер Гревілл, лорд Брук (нар. 1982), син попереднього.